# (231278) Kárpáti
(231278) Kárpáti ist ein Asteroid des mittleren Hauptgürtels, der am 25. Januar 2006 von dem ungarischen Amateurastronomen Krisztián Sárneczky am Piszkéstető-Observatorium (IAU-Code 561) im nordungarischen Mátra-Gebirge im Auftrag des Budapester Konkoly-Observatoriums entdeckt wurde.
Der Asteroid gehört zur Eunomia-Familie, einer nach (15) Eunomia benannten Gruppe, zu der vermutlich fünf Prozent der Asteroiden des Hauptgürtels gehören. Die zeitlosen (nichtoskulierenden) Bahnelemente von (231278) Kárpáti sind fast identisch mit denjenigen von drei anderen Asteroiden: (19188) Dittebesard, 2012 SM5 und 2013 YJ68.
Der Asteroid wurde am 16. Januar 2014 nach dem ungarischen Säbelfechter Rudolf Kárpáti (1920–1999) benannt. Kárpáti war sechsfacher Olympiasieger und siebenfacher Weltmeister.